# Llac Dâmbovița
El llac Dâmbovița ("Lacul Dâmbovița") és un llac situat al riu Dâmbovița a Bucarest i Chiajna, a l'oest del llac Morii i que limita amb aquest llac. Té una superfície de 55 ha (140 acres). El llac és a 3 km del centre de Bucarest (plaça de la Universitat) i es troba entre el llac Morii a l'est, el districte de Giulești al nord, la comuna de Chiajna i el bosc de Roșu al sud.